# Балаж Герчак
Балаж Герчак (угор. Balázs Gercsák, 14 жовтня 1986) — угорський плавець.
Учасник Олімпійських Ігор 2004, 2008 років.